# Duits voetbalkampioenschap 1955/56
Het seizoen 1955/56 was het 47e seizoen om het Duitse voetbalkampioenschap ingericht door de DFB.
Dit jaar namen er negen clubs deel aan de eindronde. Vier clubs speelden eerst in twee kwalificatieronden om drie startplaatsen voor de groepswedstrijden. De acht gekwalificeerde team voor deze groepswedstrijden speelden in twee groepen van vier clubs een volledige competitie. De beide winnaars speelden de finalewedstrijd op 24 juni 1956 in Berlijn.

## Eindronde

### Eerste kwalificatieronde
De wedstrijden werden gespeeld op 5 mei 1956.
| winnaar       | uitslag | verliezer     |
| ------------- | ------- | ------------- |
| FC Schalke 04 | 2-1 nv  | Hannover 96   |
| VfB Stuttgart | 8-0     | TuS Neuendorf |

beide winnaars naar groepswedstrijden

### Tweede kwalificatieronde
De wedstrijden werd gespeeld 12 mei en 13 mei (replaywedstrijd) 1956.
| winnaar     | uitslag           | verliezer     |
| ----------- | ----------------- | ------------- |
| Hannover 96 | 3-3 nv 3-2 replay | TuS Neuendorf |

winnaar naar groepswedstrijden

### Groep 1
| datum | thuisclub            | uitslag | uitclub              |
| ----- | -------------------- | ------- | -------------------- |
| 13-05 | FC Schalke 04        | 3-1     | 1. FC Kaiserslautern |
| 20-05 | FC Schalke 04        | 0-3     | Karlsruher SC        |
| 20-05 | Hannover 96          | 2-5     | 1. FC Kaiserslautern |
| 27-05 | Karlsruher SC        | 0-0     | Hannover 96          |
| 31-05 | 1. FC Kaiserslautern | 0-1     | Karlsruher SC        |
| 03-06 | 1. FC Kaiserslautern | 4-4     | FC Schalke 04        |
| 03-06 | Hannover 96          | 2-0     | Karlsruher SC        |
| 06-06 | Hannover 96          | 0-4     | FC Schalke 04        |
| 10-06 | Karlsruher SC        | 0-1     | 1. FC Kaiserslautern |
| 10-06 | FC Schalke 04        | 3-1     | Hannover 96          |
| 17-06 | Karlsruher SC        | 3-2     | FC Schalke 04        |
| 17-06 | 1. FC Kaiserslautern | 5-3     | Hannover 96          |

| Plaats | Club                 | Wed. | W | G | V | Saldo | Ptn. |
| ------ | -------------------- | ---- | - | - | - | ----- | ---- |
| 1.     | Karlsruher SC        | 6    | 3 | 1 | 2 | 07:05 | 7:5  |
| 2.     | FC Schalke 04        | 6    | 3 | 1 | 2 | 16:12 | 7:5  |
| 3.     | 1. FC Kaiserslautern | 6    | 3 | 1 | 2 | 16:13 | 7:5  |
| 4.     | Hannover 96          | 6    | 1 | 1 | 4 | 08:17 | 3:9  |

|  | Geplaatst voor finale |

### Groep 2
| datum | thuisclub         | uitslag | uitclub           |
| ----- | ----------------- | ------- | ----------------- |
| 13-05 | Hamburger SV      | 0-0     | VfB Stuttgart     |
| 20-05 | Hamburger SV      | 5-1     | BFC Viktoria 1889 |
| 20-05 | VfB Stuttgart     | 0-2     | Borussia Dortmund |
| 27-05 | Borussia Dortmund | 1-1     | BFC Viktoria 1889 |
| 30-05 | Borussia Dortmund | 5-0     | Hamburger SV      |
| 30-05 | BFC Viktoria 1889 | 3-3     | VfB Stuttgart     |
| 03-06 | VfB Stuttgart     | 2-4     | Hamburger SV      |
| 03-06 | BFC Viktoria 1889 | 0-6     | Borussia Dortmund |
| 10-06 | Hamburger SV      | 2-1     | Borussia Dortmund |
| 10-06 | VfB Stuttgart     | 3-1     | BFC Viktoria 1889 |
| 17-06 | Borussia Dortmund | 4-1     | VfB Stuttgart     |
| 17-06 | BFC Viktoria 1889 | 1-3     | Hamburger SV      |

| Plaats | Club              | Wed. | W | G | V | Saldo | Ptn. |
| ------ | ----------------- | ---- | - | - | - | ----- | ---- |
| 1.     | Borussia Dortmund | 6    | 4 | 1 | 1 | 19:04 | 9:03 |
| 2.     | Hamburger SV      | 6    | 4 | 1 | 1 | 14:10 | 9:03 |
| 3.     | VfB Stuttgart     | 6    | 1 | 2 | 3 | 09:14 | 4:08 |
| 4.     | BFC Viktoria 1889 | 6    | 0 | 2 | 4 | 07:21 | 2:10 |

|}

### Finale
|              |                                                                                  |       |                                                |                                                                           |
| 24 juni 1956 | Borussia Dortmund                                                                | 4 – 2 | Karlsruher SC                                  | Olympiastadion, Berlijn Toeschouwers: 75.000 Scheidsrechter: Albert Dusch |
| 24 juni 1956 | Alfred Niepieklo 15' Alfred Kelbassa 26' Alfred Preißler 53' Wolfgang Peters 57' |       | 10' Ernst Kunkel 66' (own) Wilhelm Burgsmüller | Olympiastadion, Berlijn Toeschouwers: 75.000 Scheidsrechter: Albert Dusch |

Borussia Dortmund werd voor de eerste keer Duits landskampioen.
Als Duits kampioen nam Borussia Dortmund deel aan de Europacup I 1956/57.